# Kiss Him, Not Me
Kiss Him, Not Me (私がモテてどうすんだ, Watashi ga motete dōsunda) est un shōjo manga écrit et dessiné par Junko. Il est prépublié de 2013 à 2018 dans le magazine Bessatsu Friend, et publié en volumes reliés depuis octobre 2013 par Kōdansha. Une adaptation en anime produite par le studio Brain's Base est diffusée entre octobre et décembre 2016 sur TBS au Japon et en simulcast sur Wakanim dans les pays francophones.
Le manga a remporté le 40e Prix du manga Kōdansha en 2016 dans la catégorie shōjo.

## Synopsis
Kae Serinuma est à la fois une otaku et une fujoshi très enrobée, qui adore imaginer des hommes (aussi bien réels que fictifs) dans des relations romantiques. Un jour, choquée et déprimée par la mort de son héros d'anime préféré, elle s’enferme dans sa chambre pendant une semaine entière. Après une importante perte de poids, elle revient au lycée et découvre qu’elle a dorénavant un physique de rêve, qui attire l'attention de quatre garçons de son école : Yūsuke Igarashi, Nozomu Nanashima, Hayato Shinomiya et Asuma Mutsumi. Alors que ces garçons, rejoints par une fujoshi du nom de Shima Nishina, s'engagent dans une compétition pour gagner l'affection de Kae, celle-ci n'a qu'une envie : imaginer des relations amoureuses entre eux quatre !

## Personnages
Kae Serinuma (芹沼 花依, Serinuma Kae)
Voix japonaise : Yū Kobayashi
Fujoshi dans sa deuxième année d'études secondaires, membre du club d'histoire, qui adore imaginer de la romance entre deux garçons. Initialement plutôt potelée, Kae perd rapidement du poids après une semaine de deuil de son personnage d'anime préféré, à la suite de quoi elle devient assez jolie. Même si cela a pour conséquence de la rendre attractive aux yeux de plusieurs garçons, cela ne l'empêche pas de jouir encore à fond de ses hobbies d'otaku ; mais elle ne sait pas comment gérer l'attention qu'elle reçoit des garçons.
Yūsuke Igarashi (五十嵐 祐輔, Igarashi Yūsuke)
Voix japonaise : Yūki Ono
Un des camarades de classe de Kae, membre du club de football. C'est le plus compétitif des prétendants de Kae. Au départ poli avec elle, il ne s'intéresse à Kae que pour son apparence après sa perte de poids. Apprenant à mieux la connaître (après avoir passé plus de temps avec elle), il réalise à quel point elle est admirable quel que soit son physique et finit par tomber réellement amoureux d'elle. Il est le meilleur ami de Nanashima et pratique le surf avec lui. Il a les cheveux vert.
Nozomu Nanashima (七島 希, Nanashima Nozomu)
Voix japonaise : Keisuke Kōmoto
Un des camarades de classe de Kae, qualifié comme un "bad boy'' et tsundere. Il était un joueur de football quand il était plus jeune, mais a perdu confiance après un incident avec Yūsuke. Il a une sœur plus jeune que lui (Kirari Nanashima, fan d'un anime de magical girl appelé Puri Puri Moon) ce qui lui permet de savoir comment s'y prendre avec les enfants et est bon aux tâches ménagères.
Hayato Shinomiya (四ノ宮 隼人, Shinomiya Hayato)
Voix japonaise : Yoshitsugu Matsuoka
Un étudiant de première année et membre du comité de l'infirmerie. Au début froid avec Kae, il tombe amoureux d'elle après qu'elle a perdu du poids. Il a une apparence efféminée et rougit facilement.
Asuma Mutsumi (六見 遊馬, Mutsumi Asuma)
Voix japonaise : Nobunaga Shimazaki
Un étudiant de troisième année, président du club d'histoire et l'une des rares personnes qui aimaient Kae avant qu'elle ait perdu du poids bien qu'il ne s'en soit rendu compte
tardivement (il ne savait pas de quelle façon il l'aimait). Bien que plus décontracté et moins compétitif que les autres garçons, il peut devenir agressif quand quelqu'un s'en prend à Kae. Il est très ouvert d'esprit et ne semble pas dérangé par les excentricités otaku de Kae.
Il a peur du noir dû au fait que plus jeune, son frère l'ait enfermé dans une grange pour lui faire une blague mais ait oublié de le faire sortir.
Shima Nishina (二科 志麻, Nishina Shima)
Voix japonaise : Miyuki Sawashiro
Une première année androgyne, riche héritière douée en art et en sport. Elle est une fujoshi comme Kae et possède son propre dōjinshi. Rencontrant des difficultés à se faire respecter pour son art à cause de son statut familial, elle admire Kae qui lui donne avant même sa transformation de la motivation pour continuer à dessiner.
Amane Nakano (中野あまね, Nakano Amane)
Voix japonaise : Asami Shimoda
La meilleure amie et camarade de classe de Kae, également fujoshi. Elle a un petit ami qui n'est pas au courant de son hobby.
Takurō Serinuma (芹沼 拓郎, Serinuma Takurō)
Voix japonaise : Takahiro Mizushima
Le grand frère de Kae. Il est généralement méchant avec elle (surtout avant sa perte de poids) et trouve bizarre ses comportements d'otaku.
Kazuma Mutsumi (六見 一馬, Mutsumi Kazuma)
Voix japonaise : Yūichi Nakamura
Le grand frère d'Asuma, qui n'hésite pas à flirter avec n'importe qui, même avec les garçons.
Mitsuko Serinuma (芹沼 みつこ, Serinuma Mitsuko)
Voix japonaise : Yū Sugimoto
La mère de Kae. Elle est, comme sa fille avant sa perte de poids, assez enrobée.
Hideo Serinuma (芹沼 英男, Serinuma Hideo)
Père de Kae.
Takeru Mitsuboshi (満星 猛, Mitsuboshi Takeru)
L'ami d'enfance de Kae. Ses parents sont divorcés et il vit avec son père, mais utilise le nom de jeune fille de sa mère. Il est plus tard révélé être un seiyū.
Kirari Nanashima (七島 光, Nanashima Kirari?)
Voix japonaise : Sayuri Yahagi
La petite sœur de Nozomu, qui aime l'anime Puri Puri Moon.

### Personnages de fiction
Shion (シオン, Shion)
Voix japonaise : Daisuke Namikawa
Shion est le personnage préféré de Kae de son anime préféré : Mirage Saga. Sa mort lui a causé un tel choc qu'elle a perdu beaucoup de poids en seulement une semaine. Son apparence ressemble de façon frappante au camarade Nozomu Nanashima de Kae. En raison de son esprit amoureux de l'anime, elle voit Nanashima comme Shion lui-même, au grand désarroi de Nanashima. Cependant, après que Kachu Rabu ait été diffusé, Kae a changé d'obsession, déclarant que Shion sera toujours dans son cœur.
Tera (テラ, Terra)
Voix japonaise : Kenjirō Tsuda
Personnage de Mirage Saga.
Lord (殿, Tono)
Voix japonaise : Daisuke Ono
Un personnage de Kanchu Ranbu qui est inspiré du samouraï fictif Hyakki Sametora.
Aka (朱, Aka)
Voix japonaise : Shouta Aoi
Un personnage de Kanchu Ranbu, il est une version anthropomorphisée de l'armure rouge emblématique d'Hyakki Sametora.

## Manga
Le manga Kiss Him, Not Me, écrit et dessiné par Junko, est prépublié depuis 2013 dans le magazine Bessatsu Friend. Le premier volume relié est publié par Kōdansha le 11 octobre 2013. La version française est publiée par Delcourt/Tonkam depuis janvier 2016. La version anglaise est publiée par Crunchyroll pour la version numérique et Kōdansha USA pour la version imprimée.

### Liste des volumes
| no | Japonais          | Japonais          | Français          | Français          |
| no | Date de sortie    | ISBN              | Date de sortie    | ISBN              |
| -- | ----------------- | ----------------- | ----------------- | ----------------- |
| 1  | 11 octobre 2013   | 978-4-06-341879-8 | 20 janvier 2016   | 978-2-7560-7563-1 |
| 2  | 13 février 2014   | 978-4-06-341903-0 | 9 mars 2016       | 978-2-7560-7564-8 |
| 3  | 13 juin 2014      | 978-4-06-341919-1 | 11 mai 2016       | 978-2-7560-7565-5 |
| 4  | 12 septembre 2014 | 978-4-06-341939-9 | 6 juillet 2016    | 978-2-7560-7566-2 |
| 5  | 13 janvier 2015   | 978-4-06-341960-3 | 21 septembre 2016 | 978-2-7560-7567-9 |
| 6  | 16 juin 2015      | 978-4-06-341988-7 | 16 novembre 2016  | 978-2-7560-8154-0 |
| 7  | 13 octobre 2015   | 978-4-06-392010-9 | 18 janvier 2017   | 978-2-7560-8694-1 |
| 8  | 11 mars 2016      | 978-4-06-392030-7 | 15 mars 2017      | 978-2-7560-9523-3 |
| 9  | 13 juillet 2016   | 978-4-06-392050-5 | 17 mai 2017       | 978-2-7560-9524-0 |
| 10 | 13 octobre 2016   | 978-4-06-392081-9 | 5 juillet 2017    | 978-2-7560-9741-1 |
| 11 | 14 janvier 2017   | 978-4-06-392098-7 | 17 janvier 2018   | 978-2-413-00084-6 |
| 12 | 13 juin 2017      | 978-4-06-392118-2 | 16 mai 2018       | 978-2-413-00912-2 |
| 13 | 13 novembre 2017  | 978-4-06-510393-7 | 16 janvier 2019   | 978-2-413-00911-5 |
| 14 | 13 mars 2018      | 978-4-06-511050-8 | 3 juillet 2019    | 978-2-413-00910-8 |

## Anime
L'adaptation en anime est annoncée en mars 2016. La série est réalisée au sein du studio Brain's Base par Hiroshi Ishiodori, sur un scénario de Michiko Yokote et des compositions de Ruka Kawada. Elle est diffusée entre le 6 octobre 2016 et le 22 décembre 2016 sur TBS au Japon et en simulcast sur Wakanim dans les pays francophones.

### Liste des épisodes
| No | Titre français                                               | Titre japonais                 | Titre japonais                    | Date de 1re diffusion |
| No | Titre français                                               | Kanji                          | Rōmaji                            | Date de 1re diffusion |
| -- | ------------------------------------------------------------ | ------------------------------ | --------------------------------- | --------------------- |
| 01 | Vais-je y arriver ? Un jeu de drague dans la vie réelle !    | できるかな？リアル乙女ゲー     | Dekiru ka na? Riaru Otogē         | 6 octobre 2016        |
| 02 | Une étrange pièce et 4 beaux gosses                          | 不思議なお部屋と4人のDK        | Fushigi na o Heya to Yonnin no DK | 13 octobre 2016       |
| 03 | En automne, le ciel est haut et les fujoshi sont au taquet ! | 天高く乙女萌ゆる秋             | Tentakaku Otome Moe Yuru Aki      | 20 octobre 2016       |
| 04 | Noël en Terre sainte                                         | クリスマスは聖地で             | Kurisumasu wa Seichi de           | 27 octobre 2016       |
| 05 | Retour à la case départ ! Que faire ?                        | 元に戻ってどうすんです         | Moto ni Modotte Dōsun desu        | 3 novembre 2016       |
| 06 | La guerre des couples !                                      | カップリング戦争勃発！         | Kappuringu Sensō Boppatsu!        | 10 novembre 2016      |
| 07 | Pèlerinage en terre sainte de Katchû love                    | 聖地巡礼かちゅ☆らぶの旅        | Seichi Junrei Kachu☆Rabu no Tabi  | 17 novembre 2016      |
| 08 | J'ai l'avantage ou pas ?                                     | 俺はアドバンテージ・マイナス！ | Ore wa Adobantēji Mainasu!        | 24 novembre 2016      |
| 09 | Mer et maillots de bain on passe aux choses sérieuses !      | 海だ水着だ本気出す!            | Umi da Mizugi da Honki dasu!      | 1 décembre 2016       |
| 10 | L'attaque du grand frère !                                   | 兄, 襲来                       | Ani, Shūrai                       | 8 décembre 2016       |
| 11 | À l'attaque ! Duel au jeu de cartes "châteaux" !             | いざ出動!! 城ガード!           | Iza Shutsudō!! Shiro Gādo!        | 15 décembre 2016      |
| 12 | Que voulez-vous que je fasse de cette popularité ?           | 私がモテてどうするんだ         | Watashi ga Motete Dōsunda         | 22 décembre 2016      |